# The Adventure of the Yellow Curl Papers
The Adventure of the Yellow Curl Papers (også kendt som The Mystery of the Yellow Curl Papers) er en amerikansk stumfilm i sort-hvid fra 1915 instrueret af Clem Easton med William Garwood og Violet Mersereau i hovedrollen.

## Medvirkende
- William Garwood som Ted
- Violet Merereau som Flo